# Fernand Van Goethem
Fernand A.P.M. Van Goethem, né le 1er août 1895 à Lokeren (Belgique) et décédé le 9 janvier 1974 à Gand (Belgique), est un professeur d'université, avocat, et homme politique belge.

## Biographie

### Parcours académique
Fernand Van Goethem fait ses études secondaires au Sint-Lievenscollege à Gand (rhétorique en 1913). Il poursuit ses études à l'Université catholique de Louvain (UCL), où il obtient son doctorat de philosophie en 1923 (en présentant une dissertation sur Marsile de Padoue), son doctorat en droit en 1924, ainsi que sa licence en sciences politiques et diplomatiques la même année.
En 1925, il est proclamé lauréat du concours interuniversitaire avec une dissertation sur « Léon Duguit », sujet de philosophie du droit. Il est nommé professeur de la faculté de droit à l'université catholique de Louvain la même année pour y enseigner le droit civil, le droit social, le droit international et l'histoire des théories sociales. À partir de 1928, il enseigne également à l'École des sciences politiques et sociales de la faculté de droit, faculté dont il est doyen de 1951 à 1953.
Fernand Van Goethem contribue avec les professeurs Gustave Sap, Émile Van Dievoet, Gaston Eyskens et Fernand Collin, au développement de la section néerlandophone de l'UCL, dont la flamandisation de la faculté de droit.
En 1941, il est élu membre de l'Académie flamande de Belgique pour les sciences et les arts, et en devient le président en 1958.

### Droit social
En 1927, Fernand Van Goethem est inscrit comme avocat au barreau de Gand. Il crée diverses collections de livres juridico-scientifiques, dont la Philosophische Bibliotheek en 1927, la Economisch-Sociale Bibliotheek en 1930, et les Leuvense Bijdragen tot de Rechts-en Staatswetenschappen en 1935.
De 1925 à 1930, il est le premier président du « Jeugdverbond voor Katholieke Actie (nl) »(JVKA). Il assure les postes de membre du conseil supérieur des classes moyennes, président du conseil d'administration de la caisse nationale de crédit aux classes moyennes, membre du conseil d'administration de la société nationale de crédit à l'industrie, président du conseil de coordination des institutions de crédit pour les classes moyennes, et membre du conseil général de la Croix-Rouge de Belgique.
En 1956, Fernand Van Goethem crée à Bruxelles l'Institut interuniversitaire de droit social dont il devient président. En 1958, il préside le deuxième Congrès de droit social à Bruxelles. Dans le cadre du Benelux, il est président de la délégation belge chargée de l'unification de la terminologie en matière de droit social.

### Carrière politique
En juin 1939, Fernand Van Goethem soutient la politique de stricte neutralité de la Belgique et le refus d'accords militaires avec la France pour conjurer la menace que fait planer l'Allemagne hitlérienne sur la Belgique.
De 1940 à 1944, il dirige le service d'études au ministère du Travail et de la Prévoyance sociale dans lequel il s'est penché sur la réforme de la sécurité de la sociale. De 1953 à 1962, il est assesseur au Conseil d'État (Section Législation).
Fernand Van Goethem représente le Saint-Siège comme plénipotentiaire à la conférence diplomatique pour la révision du traité de Berne sur la propriété littéraire à Bruxelles en 1948, et à la conférence internationale de l'Union postale universelle à Bruxelles en 1952, et à ce titre signe les traités diplomatiques. Il représente la Belgique à la septième assemblée générale des Nations unies à New York en 1952. En 1953, à la demande du gouvernement belge, il effectue un voyage d'études au Congo Belge pour l'étude des problèmes des mutualités et des pensions pour les autochtones. Il participe la même année à New Delhi (Inde) à la « International Legal Conference » où il préside une des réunions de travail et donne une conférence consacrée aux droits de l'homme. En 1954, il fait un voyage au Brésil pour assister au premier Congrès de Droit social, qui se tient à São Paulo. 

## Ouvrages
Fernand Van Goethem contribue régulièrement aux revues spécialisées dans divers domaines juridiques. Sa bibliographie complète comportant environ 165 références est disponible dans l'ouvrage : Album Professor Fernand Van Goethem, édité par N.V Standaard-Boekhandel / Anvers 1964.
- Le commerce extérieur de la Belgique en 1930, Bulletin de l'Institut des Sciences Économiques (2e année, No. 2, collection La Belgique en 1930) publié par le département d'économie de l'Université catholique de Louvain, mars 1931[4]

## Prix et honneurs
- 1957 :  Grand officier de l'ordre de la Couronne.
- 1948 :  Officier de l'ordre de Léopold.
- 1949 :  Commandeur de l'ordre de Saint-Grégoire-le-Grand (Vatican).
- 1958 :  Commandeur de l'ordre d'Orange-Nassau.